# Nationale Alliantie (Bulgarije)
De Nationale Alliantie (Bulgaars: Демократически сговор, Demokratitsjeski Sgovor) was een Bulgaarse politieke alliantie van (centrum)rechtse politieke partijen die werd opgericht tijdens het bewind van premier Aleksandur Stamboeliski, de leider van de Bulgaarse Agrarische Nationale Unie die van Bulgarije een grote landbouwstaat wilde maken. Hierdoor joeg Stamboeliski de stedelijke middenklasse, alsook de sociaaldemocraten van de Partij van Bulgaarse Sociaaldemocraten tegen zich in het harnas. De centrumrechtse burgerlijke partijen verenigden zich in 1922 tot de Nationale Alliantie, die gedomineerd werd door de Nationale Partij.
In het najaar van 1922 kondigde de Nationale Alliantie een "mars" aan (naar het voorbeeld van de Italiaanse fascisten) om zo hun ongenoegen over Stamboeliski's beleid duidelijk te maken. Stamboeliski was bang - niet onterecht - dat de Nationale Alliantie de macht zou grijpen en gaf de Oranje Garde, de paramilitaire militie van de Bulgaarse Agrarische Nationale Unie (BZNS) opdracht om de mars tegen te houden en de leiders van de Nationale Alliantie (waaronder Atanas Boerov van de Nationale Partij) te arresteren, hetgeen in september 1922 gebeurde. De Nationale Alliantie werd verboden, maar dit kon niet verhinderen dat op 22 april 1923 een geheime ontmoeting plaatsvond van leiders van de Nationale Alliantie, de Partij van Bulgaarse Sociaaldemocraten, de IMRO en de Militaire Liga. Tijdens deze ontmoeting werd besloten tot een staatsgreep die op 9 juni 1923 plaatsvond en waarbij Stamboeliski op gruwelijke wijze werd vermoord.
Direct na de staatsgreep vormde hoogleraar in de economie en politicus van de Nationale Alliantie, Aleksandur Tsankov een kabinet bestaande uit de Nationale Alliantie, enkele liberalen en sociaaldemocraten. De sociaaldemocraten verlieten het kabinet al snel en alleen de ministers van de Nationale Alliantie en de Nationaal-Liberale Partij en andere burgerlijke partijen bleven in de regering die benaming Regering van het Constitutioneel Blok (Konstitucionni Bloc) kreeg. In oktober/november 1923 Regering van de Democratische Harmonie (Demokratitsjeski Sgovor) genaamd en de Democratische Alliantie gevormd, bestaande uit burgerlijke partijen en de Nationale Alliantie die inmiddels was omgevormd in een politieke partij.
De naam van de Nationale Alliantie werd later in Democratische Alliantie gewijzigd. Op 4 januari 1926 werd Andrej Liaptsjev premier van een coalitieregering van de Democratische Alliantie en de Nationaal-Liberale Partij.

## Partijen en groepen in de Nationale Alliantie in juni 1923
- Nationale Partij
- Democratische Partij (Liaptsjev-vleugel)
- Radicale Partij (exclusief de Radicalen onder Stojan Kostoerkov)
- Aanhangers van Aleksandur Tsankov

## Voetnoten
1. ↑  [Om onduidelijke redenen.]